# Château d'Ogny
Ne pas confondre avec le château d'Ogny à Saint-Julien-en-Genevois.
Le château d'Ogny est un édifice situé à Marcilly-Ogny (Côte-d'Or) en Bourgogne-Franche-Comté.

## Localisation
Le château est situé au sud-ouest du chef-lieu au hameau d'Ogny sur la RD 117.

## Historique
Le château d'Ogny est mentionné pour la première fois en 1311, en tant que maison forte, dans un acte de vente, transaction réalisée entre Guillemette, femme de Bonami de Satenay, et Perronet le Vertueux, bourgeois de Dijon. La première avait auparavant hérité des lieux de sa sœur Jeannette Pèlerin.
Il est a nouveau cité en 1451 : « il y a chastel fort … à Anthoine de Colombier ». Puis lors des guerres de Religion, il est occupé par des huguenots y ayant un prêche, et est donc assiégé par des soldats de la Ligue. Il semble qu'il soit alors partiellement endommagé, puisqu'en 1620, il est rebâti par Vincent Robelin ( - 1635), seigneur d'Ogny et président au Parlement de Dijon. Dans le même temps, celui-ci ajoute des communs. L'édifice est modernisé le siècle suivant en conservant quatre tours d'angles et un pigeonnier carré.
En 1845, il ne reste de la maison forte d'Ogny qu’une plate-forme rectangulaire avec une tour à chaque angle.

## Architecture
Depuis le XVIIe siècle, la tour sud-ouest a disparu et un corps de logis qui prolonge le château vers l'ouest est venu s'accoler à la tour nord-ouest. La tour nord-est est un pavillon du XVIIe siècle sans caractère défensif et la tour sud-est un pigeonnier de même époque. Entre ces deux tours, la plate-forme est fermée par une contrescarpe. Le fossé, sec et à fond de cuve, est conservé au nord, au sud et à l'est de la plate-forme où il est traversé par un pont dormant à l’est.
Il possède un petit jardin de curé avec une belle collection botanique de buis, hostas, hémérocalles et pivoines. Dans la cour des communs, on note un imposant puits et à proximité, une petite forge. Face à la "ferme du château", on trouve le logis couvert d'ardoises auquel est accolé un colombier rond percé de deux portes en plein-cintre, équipé de 900 boulins en pierre.